# Paul Pierce
Paul Anthony Pierce (nascut el 13 d'octubre de 1977 a Oakland, Califòrnia), és un exjugador de bàsquet professional estatunidenc que va jugar 19 temporades a l'NBA i que solia ocupar la posició d'aler o escorta. Mesura 1,98 metres i té gran habilitat per al tir llunyà i penetració a cistella.
La majoria d'aquestes 19 temporades,15, les va jugar als Boston Celtics, amb els quals va guanyar l'anell l'any 2008 i és considerat una llegenda de l'equip. Com a tal, té la seva samarreta retirada al pavelló dels verds. Paul Pierce és també anomenat "The Truth" gràcies a Shaquille O'Neal, després de signar 42 punts en un partit contra els Lakers en el 2001.
Ha estat 10 vegades All-Star i campió i MVP de les finals en una ocasió, l'any 2008. Avui dia, Paul Pierce és considerat un dels deu millors jugadors de la història dels Celtics, i ha igualat diversos rècords pertanyents a Larry Bird.

## Trajectòria esportiva

### Universitat
En la seva etapa universitària va jugar a Kansas, amb el seu excompany d'equip, Raef Lafrentz. De la seva etapa universitària destaca la Final Four que va jugar en la temporada 97-98 en la qual promitjà més de 20 punts amb excel·lents percentatges en tirs de camp. Aquest mateix any va decidir donar el salt a l'NBA, quan encara li quedava un any més.

### Professional
Boston Celtics (1998-2013)
Va ser escollit en la posició 10 del draft de 1998 pels Boston Celtics, va entrar a formar part de la seva plantilla. En el seu primer partit com "celtic" va signar 19 punts, 9 rebots, 5 robatoris de pilota i 4 taps contra els Toronto Raptors. De seguida es va convertir en l'estrella d'una franquícia històrica pel seu palmarès, però que des de l'any 1986 no guanyava el campionat. A més, des de Larry Bird els Celtics tampoc tenien una estrella de referència a l'equip, i semblava que l'arribada de Pierce tornaria a la glòria l'equip de Massachusetts. La seva millor temporada a nivell individual la va viure en el curs 2001-2002, on feu una mitjana de més de 26 punts i gairebé 7 rebots, amanits amb una Final de Conferència, que Boston va perdre (4-2) contra els New Jersey Nets.
Els Celtics d'aquells anys eren un equip de Playoffs, però rarament passaven de la primera ronda. Pierce era un gran jugador, però el nivell col·lectiu no acabava de funcionar. Tot va començar a canviar amb l'arribada de Doc Rivers a la banqueta l'any 2004, però sobretot els fitxatges i dels anys vinents.
Les temporades 2004-2005 els Celtics van arribar a Playoffs perdent en primera ronda, i les 2005-2006 i 2006-2007 ni tan sols van estar entre els 8 primers de la conferència. L'estiu del 2006, Phoenix Suns van seleccionar al draft a Rajon Rondo, que aquell mateix any seria traspassat als Celtics.
I ens trobem a la temporada 2007-2008. Van arribar a Boston l'All-Star Kevin Garnett i l'especialista en triples Ray Allen, per acompanyar a un joveníssim Rajon Rondo i al jugador franquícia Paul Pierce. Aquests quatre jugadors, a companyats de secundaris de qualitat, van fer que els Celtics toquessin la glòria guanyant l'NBA imposant-se (4-2) a les finals als seus màxims rivals històrics Los Angeles Lakers. A més, Pierce va ser anomenat MVP d'aquelles finals.
Els anys següents a aquest anell de 2008, els Celtics de Pierce eren sempre candidats a l'anell, però no van repetir mai la gesta. El més a prop que van estar va ser el 2010, quan van arribar a les finals, però els Lakers de Pau Gasol i Kobe Bryant els van tornar la del 2008 i els van derrotar en un setè pertit molt igualat (4-3).
Durant els últims anys de Pierce amb els Celtics l'equip sempre va classificar-se pels Playoffs, arribant a les finals de conferència el 2012 però perdent contra els posteriors campions Miami Heat (3-4).
Brooklyn Nets (2013-2014)
L'estiu del 2013 va començar un període de recosntrucció a Boston, i van traspassar les seves últimes dues grans estrelles, el propi Pierce i Kevin Garnett als Nets a canvi de rondes de draft. Aquella temporada Pierce va arribar als 25000 punts. Els Nets van caure en segona ronda de Playoffs contra els Miami Heat (4-1).
Washington Wizards (2014-2015)
L'estiu del 2014 va signar pels Wizards, però els números de Pierce ja no eren els mateixos que en els seus millors anys. Ho demostra els 11,9 punts per partit que va promitjar aquella temporada, sent el més baix de la seva carrera. Al final d'aquella temporada es va convertir en agent lliure.
Los Ángeles Clippers (2015-2017)
Va arribar als Clippers per ser un jugador que aportés punts des de la banqueta, cosa que no havia experimentat mai abans en la seva trajectòria esportiva. Conseqüentment els seus números encara van baixar més, i les lesions tampoc van acompanyar. El 2016 va anunciar que aquella seria la seva última temporada, i el 5 de febrer de 2017 els Clippers visitaven els Celtics a Boston, i hi va haver una ovació espectacular a The Truth. El seu últim partit va ser un setè partit de primera ronda de Playoffs que els Clippers van perdre contra els Jazz.